# Jan Volný (jazykovědec)
Jan Volný (12. září 1886 Lukavec  – 5. ledna 1955) byl český jazykovědec, dialektolog, lexikograf, autor německo-českých a česko-německých slovníků a učebnic němčiny a středoškolský pedagog.

### Publikace
- Německo-český slovník se zvláštním zřetelem k mluvě hovorové a obchodní, 1938
- Deutsche Sprachlehre – Eine Grammatik nebst Übungs- und Übersetzungsaufgaben zur gründlichen Erlernung des lebenden Deutsch, 1939
- Česko-německý slovník se zvláštním zřetelem k mluvě hovorové a obchodní, 1941
- Cvičebnice hospodářské němčiny. Díl 1, 1953
- Německo-český slovník, 1955
- Cvičebnice hospodářské němčiny. Díl 2, 1958
- Česko-německý slovník, 1963 – dokončen Františkem Widimským